# Fluorid ceritý
Fluorid ceritý, CeF3, je bílá iontová látka. V přírodě se vyskytuje jako vzácný minerál fluocerit-(Ce). Využívá se jako materiál pro Faradayův rotátor pro viditelnou a infračervenou oblast.

## Příprava a reakce
Můžeme ho připravit reakcí oxidu ceričitého s kyselinou fluorovodíkovou:
4 CeO2 + 12 HF → 4 CeF3 + 6 H2O + O2
Fluorem ho lze oxidovat na fluorid ceričitý.
2 CeF3 + F2 → 2 CeF4